# Synagoga w Kozienicach
Uzasadnienie: Starsza wersja tej synagogi
Uzasadnienie: Najstarsza wersja tej synagogi
Synagoga w Kozienicach – nieistniejąca obecnie, synagoga znajdująca się w Kozienicach, przy dawnej ulicy Magietowej.
Synagoga została zbudowana na przełomie XIX i XX wieku, najprawdopodobniej na miejscu starej synagogi. Podczas II wojny światowej, 13 października 1939 roku hitlerowcy podpalili synagogę, a pożaru nie pozwolili ugasić lokalnej straży pożarnej. Po wojnie budynku synagogi nie odbudowano.